# UFC 2
The Ultimate Fighting Championship Part II (successivamente ribattezzato UFC 2: No Way Out) era un evento di arti marziali miste (MMA)  tenutosi dall'Ultimate Fighting Championship l'11 marzo 1994, al Mammoth Gardens a Denver, Colorado. L'evento è stato visto in diretta su pay-per-view negli Stati Uniti, ed è stato successivamente pubblicato su home video.

## Retroscena
UFC 2 prevedeva un formato torneo da sedici giocatori, il primo e unico nella storia dell'UFC, con il vincitore che riceveva $ 60.000. I primi sette incontri non sono stati trasmessi nella trasmissione in diretta pay-per-view né nella versione home video (VHS). Il torneo non aveva classi di peso o limiti di peso. Le partite non avevano limiti di tempo o round, quindi non venivano utilizzati giudici. I concorrenti potevano vincere un incontro solo tramite sottomissione, tramite l'angolo dell'avversario che getta la spugna o tramite knockout.
UFC 2 ha segnato il debutto dell'arbitro John McCarthy, probabilmente l'arbitro più famoso nello sport delle MMA. Dato che questo è stato l'unico torneo da 16 giocatori nella storia dell'UFC, Royce Gracie è l'unica persona ad aver combattuto e vinto quattro incontri in una notte nell'UFC.
Lo stuntman e co-creatore dell'UFC Ben Perry si è unito alla troupe degli annunci per la prima volta in "UFC 2". Quella sera è stato citato per aver introdotto Scott Morris sul ring dicendo: "Non sappiamo molto di Scott Morris, perché è un Ninja". Questo evento ha avuto un tasso di acquisto di 300.000.

## Risultati
- Primo turno del torneo:  Royce Gracie contro  Minoki Ichihara

Gracie sconfisse Ichihara per sottomissione (armbar) a 5:08.
- Primo turno del torneo:  Jason DeLucia contro  Scott Baker

DeLucia sconfisse Baker per sottomissione (pugni) a 6:41.
- Primo turno del torneo:  Remco Pardoel contro  Alberto Cerra Leon

Pardoel sconfisse Cerra Leon per sottomissione (armlock) a 9:51.
- Primo turno del torneo:  Orlando Welt contro  Robert Lucarelli

Welt sconfisse Lucarelli per KO tecnico (ginocchiate) a 2:50.
- Primo turno del torneo:  Frank Hamaker contro  Thaddeus Luster

Hamaker sconfisse Luster per KO tecnico (stop dall'angolo) a 4:52. Hamaker non poté proseguire il torneo per infortunio e venne sostituito da Fred Ettish.
- Primo turno del torneo:  Johnny Rhodes contro  David Levicki

Rhodes sconfisse Levicki per sottomissione (pugni) a 12:13.
- Primo turno del torneo:  Patrick Smith contro  Ray Wizard

Smith sconfisse Wizard per sottomissione (Guillottine Choke) a 0:53.
- Primo turno del torneo:  Scott Morris contro  Sean Daugherty

Morris sconfisse Daugherty per sottomissione (Guillottine Choke) a 0:20.
- Quarti di finale del torneo:  Royce Gracie contro  Jason DeLucia

Gracie sconfisse DeLucia per sottomissione (armlock) a 1:07.
- Quarti di finale del torneo:  Remco Pardoel contro  Orlando Wiet

Pardoel sconfisse Wiet per KO (gomitate) a 1:29.
- Quarti di finale del torneo:  Johnny Rhodes contro  Fred Ettish

Rhodes sconfisse Ettish per sottomissione (Rear-Naked Choke) a 3:07.
- Quarti di finale del torneo:  Patrick Smith contro  Scott Morris

Smith sconfisse Morris per KO (gomitate) a 0:30.
- Semifinale del torneo:  Royce Gracie contro  Remco Pardoel

Gracie sconfisse Pardoel per sottomissione (Rear-Naked Choke) a 1:31.
- Semifinale del torneo:  Patrick Smith contro  Johnny Rhodes

Smith sconfisse Rhodes per sottomissione (Guillottine Choke) a 1:07.
- Finale del torneo:  Royce Gracie contro  Patrick Smith

Gracie sconfisse Smith per sottomissione (pugni) a 1:17 e vinse il torneo UFC 2.